# Stade Omobono Tenni
Le Stade Omobono Tenni (en italien : Stadio Omobono Tenni), auparavant connu sous le nom de Stade communal del Littorio (en italien : Stadio Comunale del Littorio), est un stade de football italien situé dans la ville de Trévise, en Vénétie.
Le stade, doté de 7 500 places et inauguré en 1933, sert d'enceinte à domicile à l'équipe de football du Trévise Academy Società Sportiva Dilettantistica.

## Histoire
Le stade est inauguré le 8 octobre 1933 sous le nom de Stade communal del Littorio, lors d'un match nul 2-2 entre le Trévise Calcio et l'Udinese.
Le stade pouvait accueillir jusqu'à 12 000 spectateurs dans les années 1940 et 1950.
Le 24 janvier 1960, le stade accueille un match international de rugby à XV entre l'Italie et l'Australie devant 3 105 spectateurs, les Kangourous terminant leur tournée en Europe avec ce 37e et dernier match (victoire 67-22 sur les italiens).
En 1963, le stade change de nom pour désormais s'appeler Stade Omobono Tenni, en hommage au pilote automobile et pilote moto Omobono Tenni, qui vivait à Trévise au moment de sa mort lors d'un accident à Berne en Suisse, en 1948.
Le stade sert temporairement d'enceinte à domicile pour l'AS Cittadella lors de la saison de Serie B 2008-09.